# Groupe SAAR Assurances
 (décembre 2011).
Si vous disposez d'ouvrages ou d'articles de référence ou si vous connaissez des sites web de qualité traitant du thème abordé ici, merci de compléter l'article en donnant les références utiles à sa vérifiabilité et en les liant à la section « Notes et références ».
La SAAR est une compagnie internationale d'assurance basée au Cameroun. Elle y occupe la deuxième place du marché des assurances en 2017.[réf. nécessaire] En 2020, le groupe réalise un chiffre d'affaires de 14,04 milliards F CFA.

## Histoire
Créée le 27 novembre 1990, la SAAR (Société Africaine d’Assurances et de Réassurances) fait partie aujourd’hui des compagnies leaders du marché camerounais. Elle exerce dans les secteurs suivants : l’assurance vie, l’assurance non vie, l’immobilier. 
Au fil du temps, la SAAR a développé ses filiales et est devenue un groupe de compagnies d'assurance africaines.
En 2012, la SAAR rachète Ilico Assurances au Sénégal qui devient SAAR-VIE Sénégal.

## Organisation
Le groupe SAAR Assurances est majoritairement détenu par Afriland First Bank (holding de Paul Kammogne Fokam).

### Conseil d'administration
Paul K. FOKAM, Président

### Comité de direction
- Georges KAGOU, Directeur Général Groupe